# Adolphe Clément-Bayard

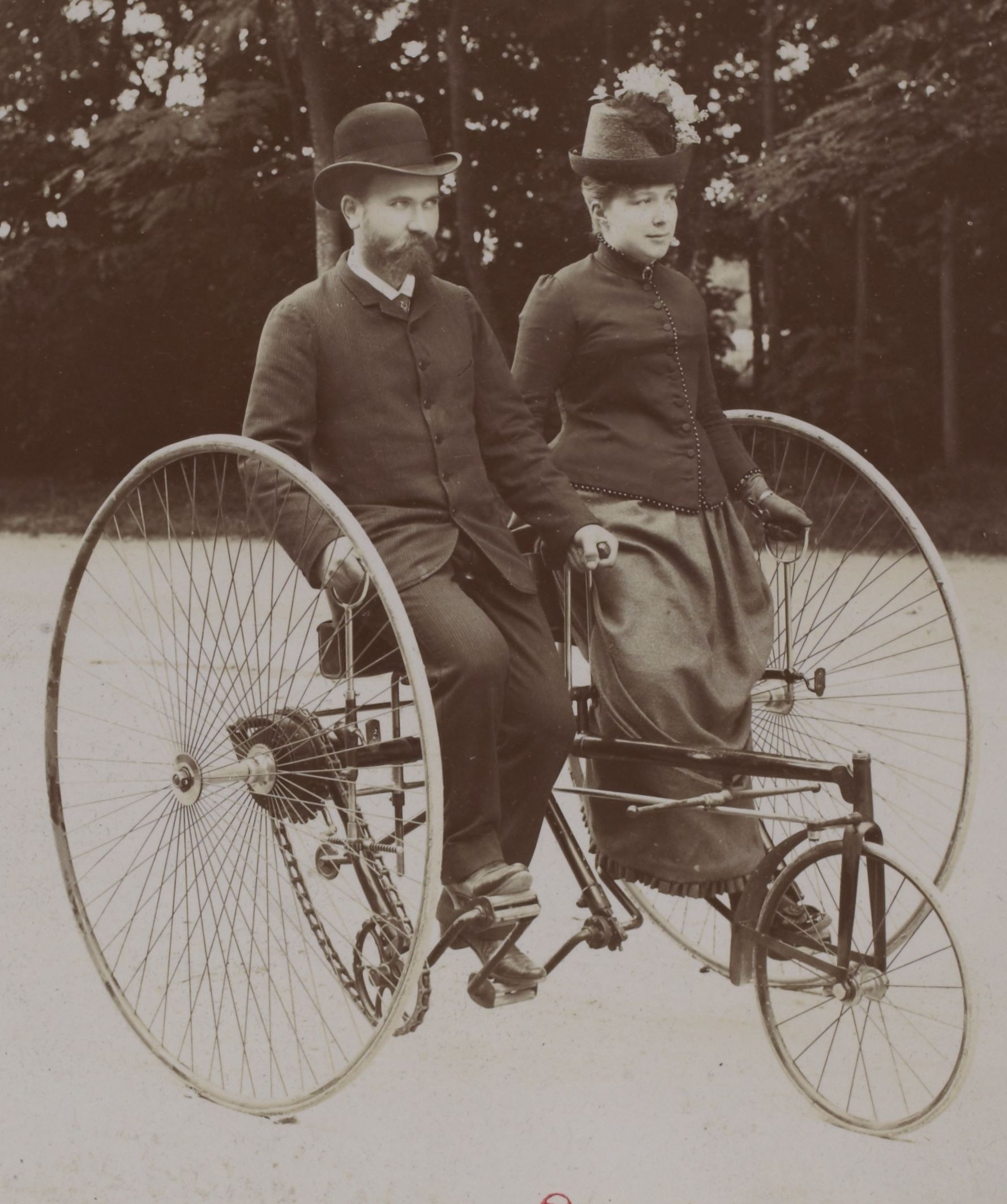
Gustave Adolphe e Céleste Angèle Clément circa 1894-1895.

Gustave Adolphe Clément, a partir de 1909 Clément-Bayard (22 de setembro de 1855 Pierrefonds, França — 10 de março de 1928 (72 anos) Paris, França), foi um empresário francês. Órfão que se tornou ferreiro e participou do Compagnon du Tour de France, passou a correr e fabricar bicicletas, pneus, motocicletas, automóveis, dirigíveis e aviões.
Em 1894, ele era passageiro do veículo vencedor no primeiro evento automobilístico competitivo do mundo. O Peugeot de Albert Lemaître foi considerado o vencedor do Competição Paris-Rouen ou "Concours des Voitures sans Chevaux" ("Competição de Carruagens sem Cavalos").
Como resultado da venda dos direitos de fabricação de seu carro Clément, ele adicionou Bayard ao nome de seu novo negócio. O nome da empresa homenageou o Chevalier Pierre Terrail, senhor de Bayard que salvou a cidade de Mézières onde ficava a empresa, de um exército imperial durante o cerco de Mézières em 1521.
Em 1909, cinco anos após o lançamento bem-sucedido da marca de automóveis Clément-Bayard, solicitou e obteve o consentimento do "Conseil d'Etat" para mudar seu nome e o de seus descendentes para Clément-Bayard. Clément-Bayard foi nomeado comandante da Légion d'Honneur em 1912.
A maior parte de seu império manufatureiro foi destruída pela Primeira Guerra Mundial, pelo saque alemão, pela conversão para a produção de guerra para a França e pelo subsequente fraco mercado econômico. Em 1922, a empresa Clément-Bayard foi vendida para André Citroën e a fábrica de Levallois-Perret foi o centro de fabricação do "2CV" pelos próximos 40 anos.

## Vida pessoal

### Vida pregressa
Adolphe Clément, filho de um merceeiro, nasceu na rue du Bourg, Pierrefonds, Oise. Ele foi o segundo dos cinco filhos de Leopold Adolphus Clément e Julie Alexandrine Rousselle. Sua mãe morreu quando ele tinha sete anos e, embora seu pai tenha se casado novamente, ele também morreu 2 anos depois, quando Adolphe tinha nove anos. Nos sete anos seguintes, ele foi criado por sua madrasta, que se casou novamente com um professor. Adolphe estudou na escola primária em Pierrefonds e depois no Colégio de Villers-Cotterêts. Ele trabalhou no negócio da família entregando mantimentos, e aos 13 anos escolheu ser aprendiz de ferrador/ferreiro.
Durante o inverno de 1871-1872, Adolphe, de 16 anos, deixou Pierrefonds para viajar pela França como Compagnon du Tour de France, uma organização de artesãos que data da Idade Média. Ele havia economizado 30 francos (cerca de 100 euros em 2006) fazendo vários trabalhos por três anos. Ele subsistiu em cada cidade trabalhando em forjas de propriedade dos Compagnons du Tour de France, ferrando cavalos, consertando metais e fazendo qualquer tipo de trabalho. Ele chegou a Paris em 1872, seguido por Orléans e Tours, onde encontrou 'Bicicletas de Truffault'. Isso o levou a adquirir 2 rodas de carrinho de madeira e construir um quadro de bicicleta de ferro.
As corridas de bicicleta começaram em 1869 (Paris-Rouen), então em 1873 J.M.M. Truffault emprestou a Clément, de 18 anos, uma bicicleta de ferro com pneus de borracha maciça para correr em Angers. Ele terminou em 6.º e ficou empolgado ao ler seu nome nos jornais.

### Vida familiar
Adolphe Clément casou-se com Céleste Angèle Roguet e tiveram quatro filhos, Albert, Angèle, Jeanne e Maurice. Albert morreu enquanto competia no Grande Prêmio da França de 1907. Angèle (1880–1972) ficou viúva de Albert Dumont, engenheiro e diretor da fábrica de Levallois. Angele então se casou novamente com Numa Joseph Edouard "Petit" Sasias (1882-1927), um 'Fonctionnaire aux Affaires Etrangères, ex-Secrétaire à la Présidence du Conseil, com quem teve um filho. Jeanne se divorciou de Fernand Charron, piloto de corrida e gerente da fábrica de Levallois-Perret, morando posteriormente sozinho. Maurice casou-se com Renée Hammond e teve três filhos Andrée, Jacqueline e Albert (apelidado de "Billy" para evitar confusão e memórias de seu tio Albert).
O Domaine Bois D'Aucourt em Pierrefonds era originalmente um pavilhão de caça do século XVII do Rei Sol Luís XIV, que havia sido atualizado por volta de 1822. Localizado a 1,5 km (0,93 mi) a oeste do Château de Pierrefonds e de seu próprio local de nascimento na rue du Bourg, Adolphe Clément comprou a propriedade por volta de 1904 e contratou o arquiteto Edward Redont para renová-la e remodelá-la.
Ultimamente a mansão 'Domaine du Bois d'Aucourt' em Pierrefonds foi usada por seu filho Maurice, enquanto Adolphe continuou morando na 35 Avenue du Bois de Boulogne, Neuilly-sur-Seine.

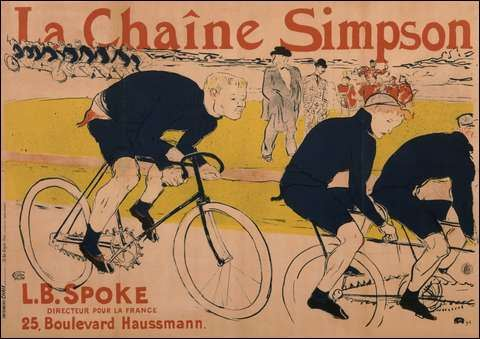
Henri de Toulouse-Lautrec cartaz publicitário da década de 1890, Constant Huret andando com uma "Simpson de corrente" atrás da "Gladiator tandem pacer" no Velodrome de la Seine.

### Vida adulta e morte
Em 1893, Clément possuía o Vélodrome de la Seine perto do local da fábrica em Levallois-Perret. La plus belle et la plus vite piste du monde". Era dirigido por Tristan Bernard, que também administrava o Vélodrome Buffalo, e seus eventos eram parte integrante da vida parisiense, sendo regularmente frequentados por personalidades como Toulouse-Lautrec. Clément teria vendido ou converteu isso por volta de 1900.
Ao alcançar o sucesso nos negócios, ele usou o formato latino de seu nome, Gustavus Adolphus, e mais tarde (por volta de 1909) recebeu permissão do Conseil d'État para mudar seu sobrenome para Clément-Bayard.
A morte de seu filho Albert durante a corrida no Grande Prêmio da França de 1907 teve um efeito duradouro sobre ele. Em 1913 foi eleito prefeito de Pierrefonds e, ao assumir o cargo, cedeu o controle em 1914 de Clément-Bayard a seu filho Maurice, apaixonado pela aviação.
Em 1928 ele morreu de ataque cardíaco enquanto dirigia pela rue Laffitte para uma reunião do 'Conselho de Administração' em Paris.

## Fabricação de bicicletas
Em 1876, depois de 2 anos de ciclismo, trabalhando e economizando, Adolphe tinha dinheiro suficiente para começar o negócio, então abriu uma oficina de conserto de bicicletas em Bordeaux, aos 21 anos. aprendeu a fabricar tubos de aço para bicicletas. No ano seguinte, mudou-se para Lyon e começou a fabricar bicicletas inteiras sob o nome de 'Clément SA cycles'.

### Bicicletas Clément

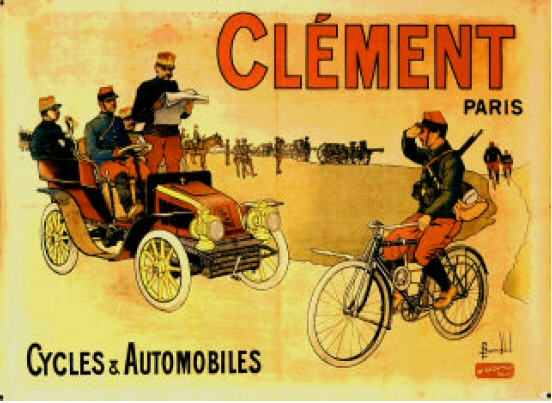
Cartaz de publicidade de 1903 de bicicletas e automóveis Clement. (Musee Automobile de Reims)

No ano seguinte, por volta de 1878, mudou-se para Paris e abriu uma empresa de bicicletas, A. Clément & Cie, na 20 Rue Brunel, perto da Place de l'Etoile. Aqui ele também dirigia uma escola de ciclismo e competia em corridas de ciclismo. Em Paris, seus patrocinadores de negócios eram monsieur de Graffenried e monsieur de Montgeron.
No final de 1878, Adolphe fez parceria com o campeão de ciclismo Charles Terront no evento de ciclismo 'Six-Days' no Agricultural Hall em Londres. Ele também abriu um showroom de vendas na 31 rue 'du 4-September', em Paris, e iniciou uma campanha publicitária de cartazes, um novo conceito.
Em setembro de 1879, Clément construiu uma fundição de ferro em Tulle, no Limousin, onde havia um bom suprimento de energia hidráulica, mas ele não tinha recursos financeiros suficientes para torná-la viável e Tulle estava muito distante de Paris, então ele teve que vender o planta.
Em 1880, o negócio de fabricação da bicicleta "Clément" na Rue Brunel tinha cerca de 150 funcionários construindo bicicletas. Imagem e descrição da bicicleta Clément de 1880. As máquinas eram consideradas de alta qualidade e em 1890 Clément era a bicicleta líder marca na França.

### Bicicletas Clément-Gladiator
A Gladiator Cycle Company, uma fabricante francesa de bicicletas, foi fundada por Alexandre Darracq e Paul Aucoq em 1891 em Le Pré-Saint-Gervais, no nordeste de Paris. Adolphe Clément foi um grande investidor neste empreendimento.
Em 1895 Gladiator introduziu seu primeiro veículo de combustão interna, um triciclo movido a nafta.
Em 1896, Adolphe Clément, que detinha os direitos de fabricação extremamente lucrativos dos pneus Dunlop na França, juntou-se a um sindicato liderado pelo fundador da Dunlop, Harvey Du Cros, para comprar a Gladiator Cycle Company e fundiu-a em um grande conglomerado de fabricação de bicicletas da Clément, Gladiator & Humber & Co Limited avaliada em 22 milhões de francos (cerca de € 60–80 milhões de euros em 2006).[a]. A gama de bicicletas foi ampliada com triciclos, quadriciclos e, em 1902, uma bicicleta motorizada, depois carros e motocicletas.
Logo após a compra das bicicletas Gladiator em 1896, Adolphe Clément começou a construir a nova fábrica em Levallois-Perret, no noroeste de Paris, que também produziu vários carros a partir de 1898 (veja abaixo) e construiu o Citroën 2CV por quase quarenta anos.

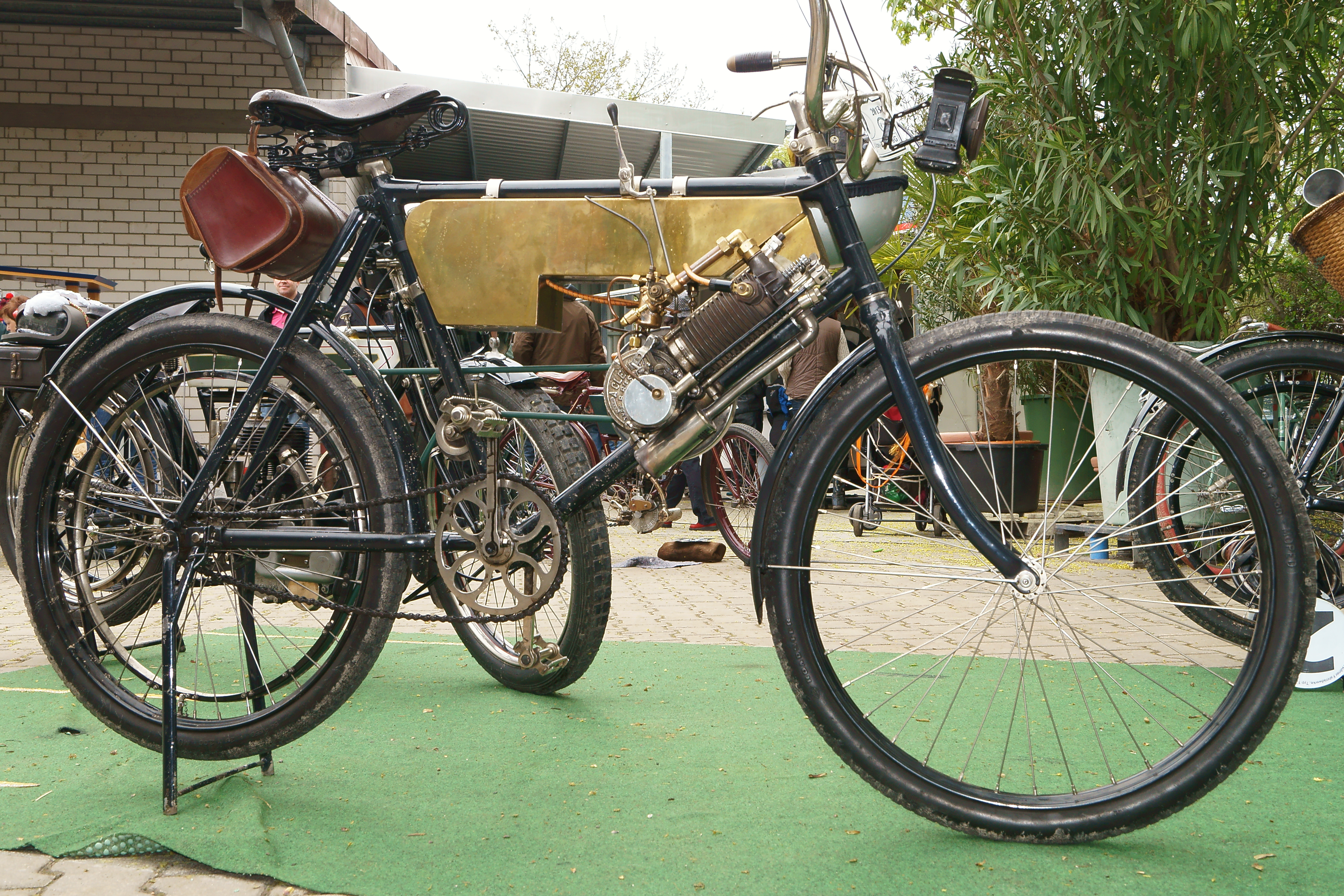
Clément autocyclette.

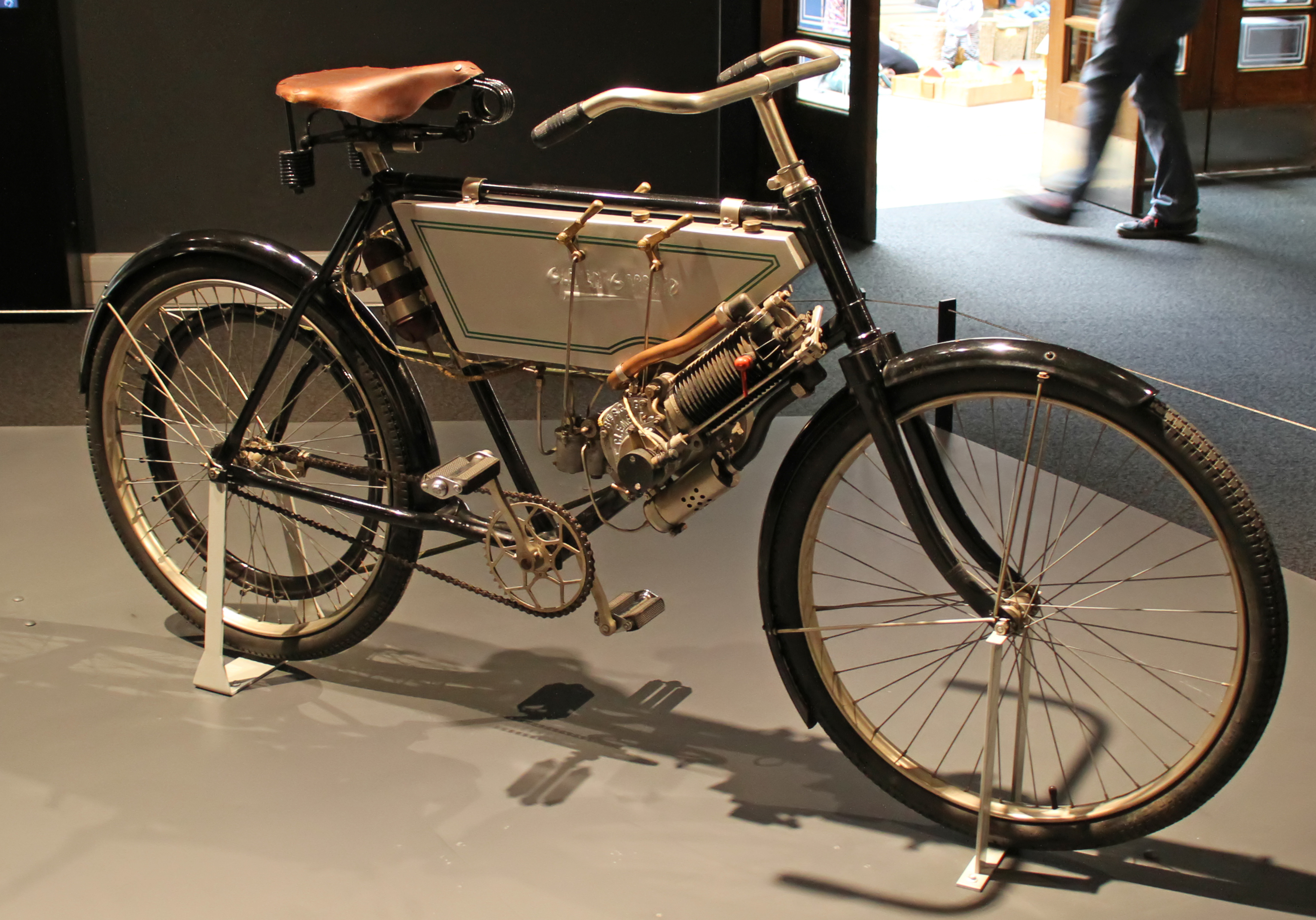
Bicicleta à motor Clément-Garrard para a Grã-Bretanha e suas colônias.

## Fabricação de bicicletas motorizadas

### Clément e Gladiator
A partir de 1895, as bicicletas de Clément começaram a se concentrar em veículos motorizados. Em 1895 introduziu seu primeiro veículo de combustão interna, um triciclo movido a nafta. Em 1902, eles ofereceram uma bicicleta motorizada com motor de 142 cc aparafusado ao quadro, usando válvulas no cabeçote e cabeçote removível; a válvula de admissão 'automática' (controlada pela sucção do motor), a válvula de escape operada mecanicamente. Uma ignição de bobina e bateria foi usada e um carburador de dois canos controlado por pequenas alavancas presas ao tubo superior da estrutura. Um volante externo mantinha o cárter muito pequeno, e uma longa correia da polia do motor para um aro 'fictício' na roda traseira era tensionada por uma pequena polia 'jóquei' no tubo do selim. O freio dianteiro pressionou diretamente no pneu dianteiro, o traseiro era um freio de 'coaster' ativado por back-pedaling. Esta 'adaptação de motorização' foi vendida nas bicicletas Clément e Gladiator.

### Clément-Garrard
Na Grã-Bretanha, essas populares bicicletas motorizados eram conhecidos como Clément-Garrards. James Lansdowne Norton construiu quadros de bicicletas Clément sob licença e usou o motor Clément clip-on para suas primeiras motocicletas Norton.

## Fabricação de pneus

### Dunlop
Em 1889 Clément viu um pneu Dunlop em Londres e adquiriu os direitos de fabricação franceses por 50.000 francos. Este sucesso levou ao seu status de milionário. A empresa que ele formou com um capital de 700.000 francos pagou 100 por cento de dividendos em seu primeiro ano de operação. A Dunlop France, e ocasionalmente Clément-Dunlop, era um participante regular de equipes de automobilismo e ciclismo.

### Clément Pneumatics
Clément é relatado por ter começado a fabricação de pneus Clément em 1878 para se adequar às primeiros bicicletas, mas a identidade francesa foi perdida com o sucesso esmagador de sua pneumática Dunlop. Após a Primeira Guerra Mundial, a Clément Pneumatics foi estabelecida na Itália e foi um fornecedor líder de pneus de bicicleta "Clément Pneumatici" durante grande parte do século XX. Um fabricante líder internacional durante as décadas de 1950, 1960 e 1970, foi associado a ciclistas de corrida como Eddy Merckx, Jacques Anquetil, Felice Gimondi e Ole Ritter. Foi comprado pela Pirelli na década de 1980 e a fabricação foi transferida para a Tailândia até 1995, quando a Pirelli deixou o mercado de pneus de bicicleta. Vários acordos de licenciamento foram de pouca importância até que, em 2010, o nome foi licenciado para Donnelly Sports e o americano Don Kellogg, que recomeçou a fabricação na Tailândia.

## Fabricação de motores

### Clément-Gladiator motorcars
Em 1898, a nova empresa Clément-Gladiator estava construindo carros e comercializando-os como Cléments e Gladiators.[6] Os gladiadores foram importados para a Inglaterra pela Motor Power Company, que era co-propriedade de S. F. Edge e Harvey du Cros, fundador da Dunlop. Financiado por Harvey du Cros Herbert Austin construiu carros Clement-Gladiator em Longbridge desde o início de 1906, vendendo-os como carros Austin.
A partir de 1901, os carros Clément-Gladiator foram construídos na fábrica de Levallois-Perret e em 1902 a produção era superior a 1.000 carros por ano, mais de 800 dos quais foram vendidos na Inglaterra.
Depois de 1903, o nome Clément-Gladiator continuou a ser usado nos carros de eixo de transmissão feitos na fábrica de Pre-Saint-Gervais, enquanto os veículos movidos a corrente eram comercializados como Gladiators. O nome Clément foi abandonado em 1907 e em 1909 outro fabricante francês, Vinot et Deguingand, assumiu a Gladiator e transferiu a produção para Puteaux. Nessa época a fábrica Pré-Saint-Gervais voltou a fabricar bicicletas.

### Panhard et Levassor
Em 1897 Clément investiu um milhão de francos (o equivalente a cerca de três 3 milhões de euros na avaliação de 2006) na Panhard & Levassor, parte de sua capitalização de cinco milhões de francos. Isso estabeleceu o negócio principal e acabou levando à criação da marca Clément-Panhard.

### Clément-Bayard
A Clément-Gladiator foi dividida em 1903, Charles Chetwynd-Talbot fundou o braço inglês "Clément-Talbot Ltd", enquanto Adolphe Clément formou Clément-Bayard em um antigo local militar em Mézières (agora Charleville-Mézières). Ele escolheu o nome Bayard em comemoração ao Chevalier Pierre Terrail, senhor de Bayard que salvou a cidade de Mézières em 1521. Uma estátua do Chevalier estava em frente à fábrica de Mézières, e a imagem foi incorporada ao logotipo da empresa. Após a divisão, ambas as marcas construíram carros muito semelhantes, mas as especificações gradualmente divergiram.
Em 1922, a empresa Clément-Bayard foi vendida para André Citroën, em quem Adolphe também investiu financeiramente, e a fábrica de Levallois-Perret foi o centro de fabricação do "2CV" pelos próximos 40 anos.

### Clément-Panhard
Clément foi diretor da Panhard-Levassor e, quando a fábrica não conseguiu atender às necessidades de produção de cerca de 500 unidades do modelo 'voiture légère' ('carrinho de cachorro') de 1898, ele iniciou a fabricação sob licença em sua fábrica em Levallois-Perret. Ele foi projetado pelo pioneiro do dirigível comandante Arthur Krebs, de Panhard, e usou um chassi tubular, direção de pivô central, motor traseiro de 3,5 hp (2,6 kW) quase horizontal com válvula de entrada automática e ignição de tubo quente, condução através de um trem de engrenagens de malha constante e transmissão final por correntes laterais; os primeiros modelos não tinham marcha à ré.

### Clément-Rothschild

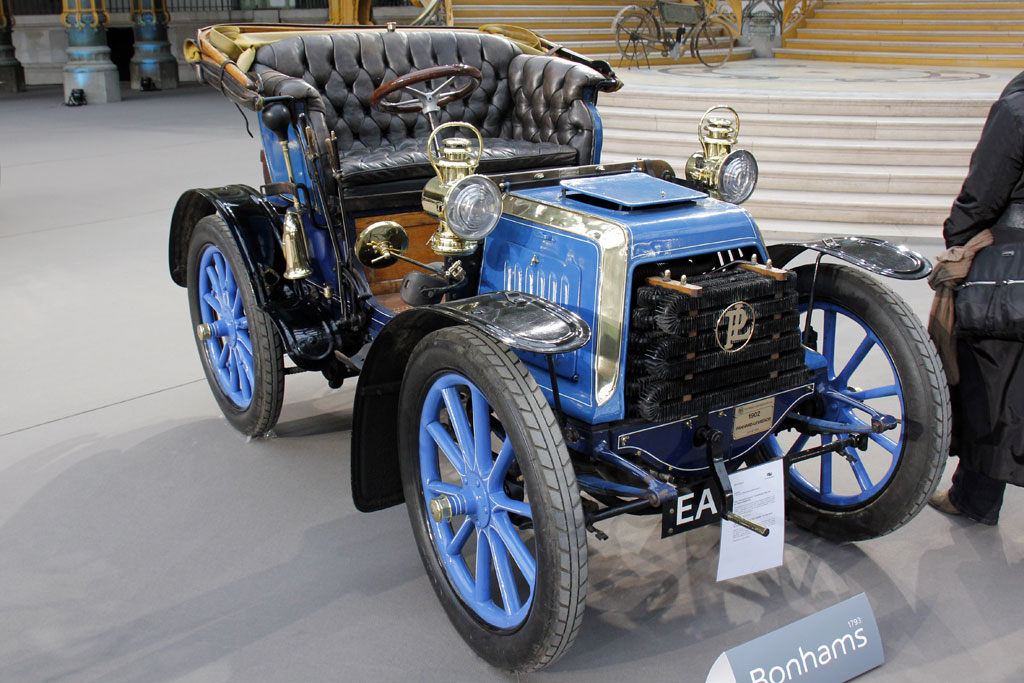
Panhard-Levassor Twin Cylinder 7 hp dois lugares Clement-Rothschild, 1902.

Por volta de 1902, uma série de automóveis de carroceria Clément-Rothschild, baseados no chassi Panhard-Levassor, foram produzidos pela Carrosserie Clément-Rothschild em 33 Quai Michelet, Levallois-Perret, adjacente ou na fábrica Levallois-Perret de Adolphe Clement. Pode ter havido duas empresas de construção de carrocerias Rothschild ativas em Paris naquela época, porque a J. Rothschild & Fils negociava na Avenida Malakoff 131, mas havia sido fundada pelo austríaco Josef Rothschild em 1838 em Levallois-Perret, e estava construindo carroçarias para automóveis em 1894. Em 1896, a empresa foi comprada por Edmond Rheims e Leon Auscher e foi pioneira na carroceria composta de alumínio.

### Clément-Stirling e Stirling-Panhard
Alguns Clément-Panhards foram exportados para a Grã-Bretanha, onde foram vendidos como Clément-Stirling e Stirling-Panhard, pelo fabricante de carrocerias escocês Stirling.

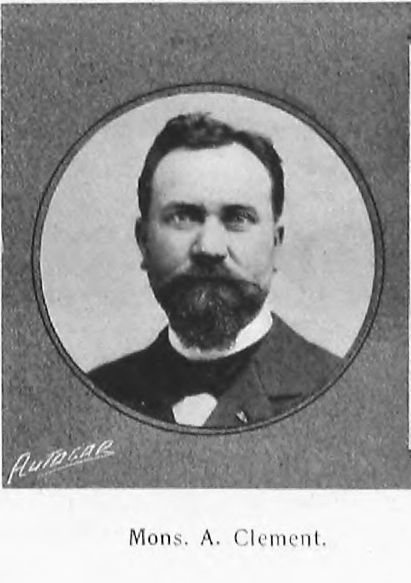

### Clément-Talbot
Adolphe Clément era um dos principais acionistas da empresa, juntamente com o Conde de Shrewsbury e Talbot, que era presidente, A. Lucas e E. Lamberjack, ambos da França. Ambas as marcas (Clément-Bayard e Clément-Talbot) construíram carros muito semelhantes, mas em 1907 as especificações divergiram.
Em 11 de outubro de 1902, a Clément-Talbot foi formalmente incorporada e, posteriormente, 5 acres (20.000 m2) de terra foram adquiridos para uma nova fábrica em Ladbroke Grove, North Kensington, no oeste de Londres, entre a linha Great Western Railway e a 'Edinburgh road' antes foi renomeado 'estrada de Barlby'. A fábrica era uma operação de alto nível, cujas oficinas de tijolos usavam a mais recente linha de telhados de dente de serra, envidraçados para maximizar a luz natural. Foi equipado com as mais modernas máquinas-ferramentas e a área de recepção foi projetada como um palácio em miniatura, colunas jônicas de mármore, afrescos dourados e vitrais gravados com o brasão de Shrewsbury. O edifício é agora conhecido como Ladbroke Hall.
A empresa foi negociada como Clément-Talbot e a fábrica foi intitulada Clément-Talbot, mas após o primeiro ano de negociação os carros eram sempre conhecidos como Talbots.

### Diatto-Clément
Em 1905, Adolphe Clément-Bayard criou a Diatto-Clément Societa Anonima em parceria com Diatto, que era construtor de carrocerias em Turim desde 1835. Os carros, conhecidos como Torinos, foram construídos em Turim sob licença de Clément. Os primeiros carros foram os 20-25HP que usavam motores de quatro cilindros de 3.770cc. Estes foram seguidos por modelos de 10-12HP (1.884cc de dois cilindros) e 14-18HP (2.724cc de quatro cilindros). Esta série foi um sucesso e foi seguida por um modelo de seis cilindros. Em 1909 Clément-Bayard deixou o negócio e a empresa foi renomeada Societa Fonderie Officine Frejus.

### Clément Motor Company (Grã-Bretanha)
Em 1906, Adolphe Clément-Bayard fundou a Clément Motor Company em Coventry, Inglaterra, para construir Gladiators sob licença. Ele usou o lema "Simplesmente Clément, nada mais" para evitar confusão com Clément-Talbots que até então eram conhecidos apenas como Talbot. Várias fontes registram que os automóveis foram fabricados e vendidos sob a marca Clément entre 1907 (1908) e 1914. A empresa é registrada como Clément Motor Company Ltd., Coventry, Warwickshire.

## Corridas de automóveis

### Primeira corrida de automóveis do mundo

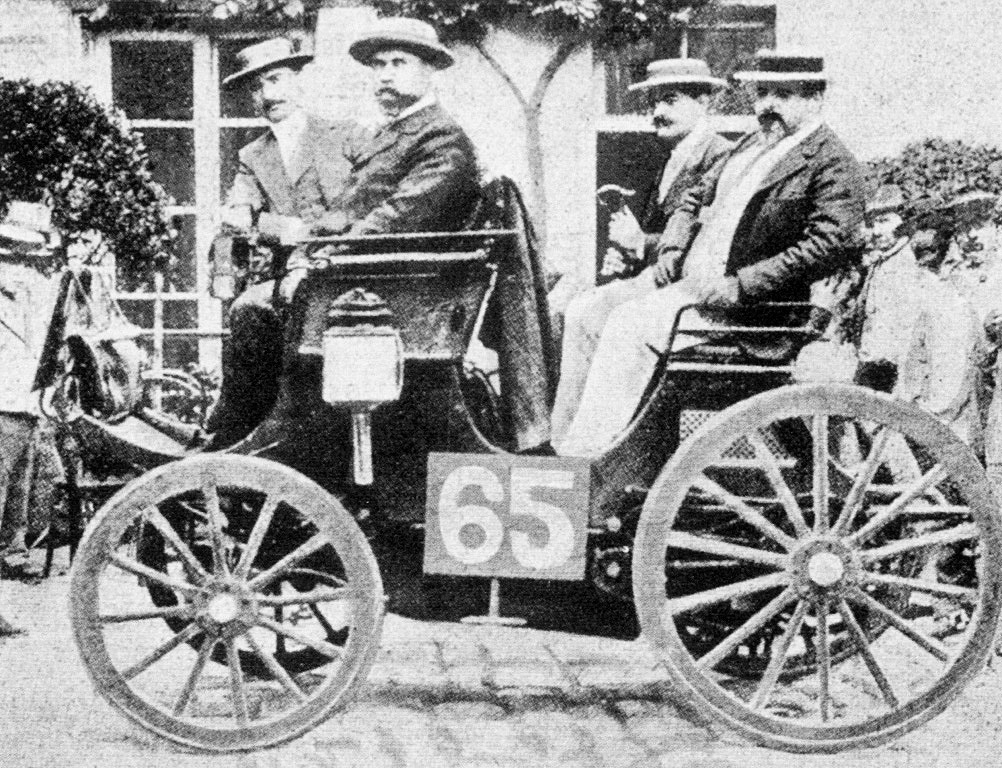
Albert Lemaître classificou-se em 1º no seu Peugeot 3hp. Adolphe Clément-Bayard é o passageiro da frente
(segundo da esquerda na imagem).

Adolphe Clément-Bayard não teve envolvimento direto na indústria automobilística nascente até cerca de 1897, mas ele era um passageiro no Albert Lemaître (Peugeot) que foi considerado o vencedor oficial do que é considerado a primeira corrida automobilística do mundo em 22 de julho 1894, de Paris a Rouen.
O evento foi um exercício de publicidade organizado por Pierre Giffard do jornal Le Petit Journal e consistiu em 69 carros iniciando um evento de seleção de 50 quilômetros (31 milhas) antes que 25 fossem permitidos no evento principal, a corrida de 127 quilômetros (79 milhas) de Paris (Porte Maillot) para Rouen. Albert Lemaître completou o percurso em 9 horas e 18 minutos a uma velocidade média de 13,6 quilômetros por hora (8,5 mph), seguido por Auguste Doriot (Peugeot), René Panhard (Panhard) e Émile Levassor (Panhard). O conde Jules-Albert de Dion chegou a Rouen 3'30" à frente de Albert Lemaître, mas como os carros foram julgados pela velocidade, manuseio e características de segurança, os vencedores oficiais foram Peugeot e Panhard. O carro a vapor de De Dion precisava de um foguista que era proibido.

### Trilha Paris–Berlim
Clement foi classificado em 20.º na Trilha Paris-Berlim de 1901. Conduzindo Panhard número 18 ele completou o evento em 21 horas 53 minutos e 38 segundos.

### Clément-Bayard
Clément-Bayard começou a construir automóveis em 1903 e depois começou a construir carros de corrida em 1904. A equipe de corrida incluía Albert Clément, Jacques Guders, Rene Hanriot, Marc-Philippe Villemain, 'Carlès', "De la Touloubre" e A. Villemain, e Pierre Garcets.

### Temporada de 1904

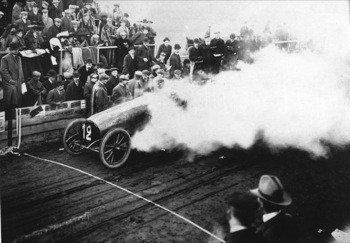
Albert Clément dirige um Clément-Bayard de 80 cv na Vanderbilt Cup de 1905.

Albert Clément terminou em 10.º no L' Eliminatoires Françaises de la Coupe Internationale, realizado na Floresta de Argonne em 20 de maio de 1904. Este foi um concurso eliminatório para a entrada francesa no Coupe Internationale (Gordon Bennett Race), onde apenas três carros eram permitidos por país. Clement terminou em 7 horas 10 minutos e 52,8 segundos.
Albert Clément venceu o II Circuito des Ardennes des Voiturettes em 24 de julho de 1904 em Bastogne em 4h 26m 52,6 segundos a uma velocidade média de 53,91 km/h.
Clément levou seu Clément-Bayard ao terceiro lugar na corrida do III Circuit des Ardennes em Bastogne, em 25 de julho de 1904.
Clément terminou em segundo no I.W.K. de 1904. Vanderbilt Cup Race em Long Island em 8 de outubro de 1904.

### Temporada de 1905
Rene Hanriot terminou em décimo em 8 horas 23 minutos 39,6s no II Eliminatoires Françaises de la Coupe Internationale em Auvergne em 16 de junho. Este foi um qualificador para o Coupe Internationale (Corrida Gordon Bennett).
Na Copa Vanderbilt de 1905 em Long Island, Clément dirigiu um Clément-Bayard de 80 hp (França #12), mas sofreu problemas de confiabilidade.
Clément abandonou seu Clément-Bayard após a primeira volta de 166 km da II Coppa Florio em Brescia Itália em 4 de setembro de 1905. Seu companheiro de equipe 'Carlès' se aposentou após 2 voltas.

### Temporada de 1906
Clément-Bayard inscreveu 3 carros para o primeiro Grande Prêmio da França de 1906 em Le Mans, onde Albert Clément terminou em terceiro em sua máquina de 100 HP. Ele completou a prova de 1.238 km em 12 horas 49 minutos e 46,2 segundos. Clément liderou a corrida no final das voltas 2 e 5 do segundo dia. Furos eram comuns e a Michelin introduziu um aro destacável, economizando 11 minutos em relação à substituição manual do pneu. Isso permitiu que Felice Nazzaro (FIAT) ficasse em segundo lugar de Clément.
Albert Clément terminou em 6.º no V Circuit des Ardennes em 13 de agosto de 1906 em Bastogne. Ele completou a corrida de 7 voltas 961 km em 6 horas 2 minutos e 55,2 segundos em um Clément-Bayard de 100 HP. Seus companheiros de equipe A. Villemain e Pierre Garcet terminaram em 11.º e 12.º.
Na copa Vanderbilt de 1906, Clément terminou em 4.º, dirigindo um Clément-Bayard de 100 hp (75 kW) (França # 15) e completando as dez voltas com média de 59,0 mph (95,0 km/h).

### Temporada de 1907
Albert Clément morreu enquanto treinava para o Grande Prêmio da França de 1907 em 17 de maio. Das outras três entradas de Clément-Bayard, Pierre Garcet e Elliott Shepard, terminaram em sétimo e oitavo, respectivamente. O carro de Clément foi inscrito por 'Alezy' que abandonou após quatro voltas.

### Temporada de 1908
A empresa inscreveu três carros para o Grande Prêmio da França de 1908, usando um motor de comando de válvulas no cabeçote de seis cilindros e 12.963 cc. Victor Rigal terminou em quarto.

### Outros eventos
Em 1905, Clément-Bayard venceu o Coupe de Calais e 'acabou bem' no Course de Dourdan. Em 1907 e 1908, Clément-Bayard ganhou o Coupe de l'Automobile-Club de Cannes', e em 1908 também ganhou o Tour de France Automobile.

## Fabricação de dirigíveis

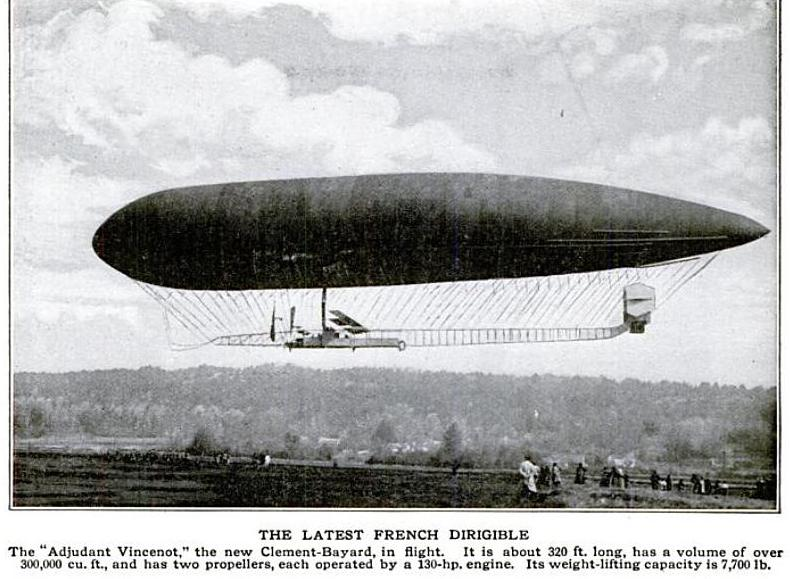
Dirigível No 1 da Clément-Bayard, O "Adjudant Vincenot", c. 1910. Legenda da revista Popular Mechanics, 1910.

Em 1908, a Astra Clément-Bayard começou a fabricar dirigíveis em uma nova fábrica em La Motte-Breuil em resposta a uma decisão do Exército Francês de iniciar as operações de dirigíveis.
O dirigível Clément-Bayard No.1 foi oferecido ao governo francês, mas era muito caro, então foi comprado pelo czar Nicolau II para o exército russo.
Em 1910, o Clément-Bayard No.2, pilotado por Maurice Clément-Bayard, foi o primeiro dirigível a cruzar o Canal da Mancha, viajando mais de 380 km em 6 horas. O exército encomendou 3 cópias.
O hangar do dirigível em La Motte-Breuil ainda é mantido pela Clément-Talbot Ltd.

### Dirigíveis Clément-Bayard
Sete aeronaves Clément-Bayard foram concluídas.
- Clément-Bayard No.1 tinha 56,25 metros de comprimento, 10,58 metros de largura, 3.500 m3, alimentado por 2 motores Clément-Bayard de 115 cv. Voou pela primeira vez em 28 de outubro de 1908.[1]
- O N° 2 tinha 76,50 metros de comprimento, 13,22 metros de largura, 7.000 m3, alimentado por 2 motores Clément-Bayard de 120 cv. Velocidade máxima 54 km/h. Voou pela primeira vez em 1 de junho de 1910.[36]
- N° 3 Dupuy de Lôme, 89 metros de comprimento, 13,5 metros de largura, 9.000 m3, alimentado por 2 motores Clément-Bayard 120 cv. Voou pela primeira vez em 1 de maio de 1912.[36]
- N° 4 Adjudant Vincenot, 88,5 metros de comprimento, 13,5 metros de largura, 9.800 m3, alimentado por 2 motores Clément-Bayard 120 cv. Velocidade máxima 49 km/h. Voou pela primeira vez em 1911.[36]
- Adj Vincenot modificado, 87,3 metros de comprimento, 13,5 metros de largura, 9.800 m3, alimentado por 2 motores Clément-Bayard 120 cv. Velocidade máxima 53 km/h. Voou pela primeira vez em 13 de agosto de 1913.[36]
- N° 5 livré à la Russie, 86 metros de comprimento, 13,5 metros de largura, 9.600 m3, alimentado por 2 motores Clément-Bayard 130 cv. Voou pela primeira vez em 9 de fevereiro de 1913.[36]
- Montgolfier, 73,5 metros de comprimento, 12,2 metros de largura, 6.500m3, alimentado por 2 motores Clément-Bayard de 90 cv. Velocidade máxima 60 km/h. Voou pela primeira vez em 31 de julho de 1913.[36]

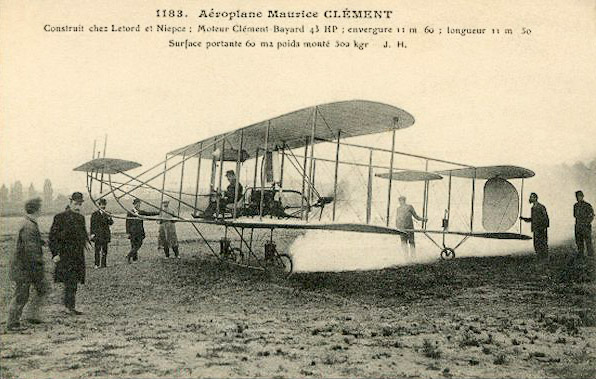
Maurice Clément-Bayard no comando do biplano Clément-Bayard de 1910.

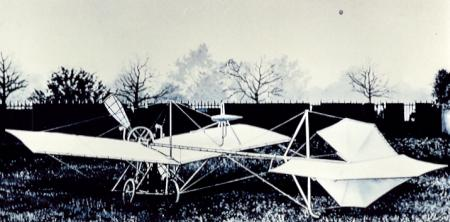
O ultraleve Santos-Dumont Demoiselle primeira aeronave do mundo a ser produzida em série pela Clément-Bayard.

## Fabricação de aviões
Clément-Bayard foi um dos primeiros fabricantes franceses de motores de aeronaves e veículos mais leves que o ar, com os primeiros voos ocorrendo em 1908. Clément-Bayard criou a primeira aeronave de produção em série do mundo.
A empresa trabalhou com Louis Capazza para produzir o 'planeur (planador) Bayard-Clément' que foi revelado em L'Aérophile em 15 de maio de 1908.
A empresa também começou a trabalhar com Alberto Santos-Dumont em 1908 para construir seu monoplano Demoiselle No 20 que ele havia projetado para concorrer ao prêmio Coupe d'Aviation Ernest Archdeacon do Aéro-Club de France. O avião era pequeno e estável, e eles planejaram uma produção de 100 unidades, construíram 50 e venderam apenas 15 por 7.500 francos cada fuselagem. Foi a primeira aeronave de produção em série do mundo. Em 1909 foi oferecido com uma escolha de 3 motores, Clément-Bayard 20 hp; Wright 4 cilindros 30 cv (Clément-Bayard tinha licença para fabricar motores Wright); e Clément-Bayard 40 hp projetado por Pierre Clerget. Atingiu 120 km/h.
Pierre Clerget projetou uma gama de motores de aeronaves Clément-Bayard, incluindo um radial supercharged de 7 cilindros, o de 4 cilindros de 40 hp usado no Demoiselle, um de 4 cilindros de 100 hp usado em monoplanos 'Hanriot Etrich' e um dirigível V8 de 200 hp motor.
Em 1910, o monoplano Clément-Bayard No. 1 foi apresentado na exposição de Paris.
Em 1912 Clément-Bayard construiu um biplano mais três modelos diferentes de motores de aeronaves horizontalmente opostos.
Em novembro de 1912, o monoplano Clément-Bayard No. 5 foi introduzido. Era alimentado por um motor rotativo Gnome que tinha 7 cilindros e produzia 70 hp (52 kW). O piloto sentou-se em uma banheira de alumínio e couro.
Em 1913, um biplano de três lugares foi introduzido como parte do projeto militar, o Clément-Bayard No. 6. Ele foi configurado para dois observadores na frente do piloto e foi movido por um motor de 4 cilindros de 100 hp (75 kW) Clément-Bayard ou motor Gnome de 4 cilindros.
Em 1914, Clément-Bayard produziu um monoplano de aço movido por um motor de 80 hp (60 kW) ou um motor Gnome et Rhône de 100 hp (75 kW). A armadura de aço de níquel foi projetada para proteção contra fogo de rifle.

## Fábricas usadas por Adolphe Clément-Bayard
- Em setembro de 1879, Clément construiu uma fundição de ferro em Tulle, no Limousin, onde havia um bom suprimento de energia hidráulica, mas ele não tinha recursos financeiros suficientes para torná-la viável e Tulle estava muito distante de Paris, então ele teve que vender o planta.[1]
- Em 1880 ele mudou seu pequeno negócio de bicicletas e estabeleceu o negócio de fabricação de bicicletas "Clément" na 20 Rue Brunel, Place de l'Étoile, no centro de Paris, onde 150 funcionários construíam bicicletas.[1][4]
- A Gladiator Cycle Company construiu bicicletas em Le Pré-Saint-Gervais, no nordeste de Paris.[7][13]
- Em 1894, iniciou os trabalhos de construção de um antigo local militar no Faubourg Saint-Julien em Mézières, para construir uma nova fábrica, que ficaria conhecida como La Macérienne. Clément supervisionou pessoalmente o trabalho à distância, usando fotografias tiradas todos os dias e visitando o local uma vez por semana. Em 1897, estava produzindo componentes e raios para a Gladiator Cycle Company. Abrangeu 15.000 m2 e usando uma usina de turbina hidráulica, uma sala de vapor, grande sala de máquinas, uma fundição, uma oficina para processamento de níquel, a operação com a fabricação de porcas e raios em uma bicicleta. O prédio da fábrica ainda existe, mas na primavera de 2006 foi transformado em um centro cultural.[2]

Após a Primeira Guerra Mundial, Maurice Clément-Bayard se comprometeu a resgatar La Macérienne dos estragos físicos, sociais e comerciais da guerra. Ele visitou os Estados Unidos e em 1925 tinha um contrato para fabricar para a 'Allied Machinery Company' (talhas Almacoa e tratores Cletrac). Em 1928, produziu escavadeiras, tratores e empilhadeiras Almacoa, além de tratores de esteira Cletrac eram exclusivos da Clement-Bayard para a Europa e Norte da África.
- A Clément-Bayard estava situada no Boulevard de la Saussaye 57 em Neuilly, no oeste de Paris. Entre 1899 e 1922, três rodas e carros foram construídos lá.[18][27]
- Logo após a compra de bicicletas Gladiator em 1896, Adolphe Clément começou a construir a nova fábrica em Levallois-Perret, no noroeste de Paris. Ela produziu bicicletas e vários carros de 1898, (Clément-Panhard, Clément-Gladiator de 1901, Clément-Bayard de 1903), e passou a construir vários modelos Citroën, incluindo o Citroën 2CV por quase quarenta anos de 1948-1988. A partir de agosto de 1914 foi dedicado à produção em tempo de guerra.
- Em 11 de outubro de 1902, a Clément-Talbot foi formalmente incorporada e, posteriormente, 5 acres (20.000 m2) de terra foram adquiridos para uma nova fábrica em Ladbroke Grove, North Kensington, no oeste de Londres, entre a linha Great Western Railway e a 'Edinburgh road' antes foi renomeado 'estrada de Barlby'. A fábrica era uma operação de alto nível, cujas oficinas de tijolos usavam a mais recente linha de telhados de dente de serra, envidraçados para maximizar a luz natural. Foi equipado com as mais modernas máquinas-ferramentas e a área de recepção foi projetada como um palácio em miniatura, ordem jônica de mármore, afrescos dourados e vitrais gravados com o brasão de Shrewsbury. Agora é conhecido como 'Ladbroke Hall'.[23][24][25]
- Em 1908 a 'Astra Clément-Bayard' começou a fabricar dirigíveis em uma nova fábrica em La Motte-Breuil.[2]
- Em 1911 Adolphe construiu uma fábrica de cerâmica em Pierrefoids.[1]

## O Caso Dreyfus
O caso Dreyfus dividiu a França no final do século 19 pela culpa ou inocência de um soldado, Alfred Dreyfus, que havia sido condenado por vender segredos aos alemães. Em 1900, Clément-Bayard foi um dos principais industriais anti-Dreyfusard, junto com o conde Jules-Albert de Dion, que cancelou toda a publicidade no jornal Dreyfusard Le Vélo e iniciou um jornal esportivo diário rival, L'Auto-Velo. As raízes da corrida de ciclismo Tour de France e do jornal L'Équipe, resultam da postura hostil anti-Dreyfusard de Clément. O caso Dreyfus acabou por ser concluído com a exoneração oficial de Dreyfus (como uma pessoa inocente que havia sido enquadrada). Com o fim dos inquéritos oficiais, pode-se dizer que Clément-Bayard e de Dion estavam errados há uma década.

## Atividade na guerra
Em 1910, Clément-Bayard alertou vociferantemente sobre as ambições bélicas da Alemanha e, em 1912, foi assaltado por uma turba alemã hostil. Assim, quando a Alemanha invadiu a França, ele era um homem marcado. Em setembro de 1914, os alemães chegaram aos arredores de Pierrefonds e bombardearam o Domaine du Bois d'Aucourt, embora naquela época estivesse sendo cuidado por Carlo Bugatti, o designer de móveis e joias Art Nouveau e pai de Ettore Bugatti, que também morava na cidade . Adolphe permaneceu em Paris com sua família.
Adolphe cedeu o controle de Clément-Bayard para seu filho Maurice em 1914 antes do início da guerra, mas as consequências para a empresa foram desastrosas. A fábrica La Macérienne em Mézières foi perdida para os alemães nas primeiras semanas, assim como sua casa, prefeitura e fábricas em Pierrefonds. A maquinaria industrial foi enviada de volta para a Alemanha, e as forjas, fundições e fundições foram destruídas. La Macérienne foi destruída e usada como escola de equitação coberta para oficiais alemães.
A produção de automóveis em Levallois-Perret em Paris foi suspensa em agosto de 1914 e a fábrica foi entregue à produção de guerra, equipamento militar e veículos militares, motores aeronáuticos, dirigíveis e aviões.

## Banco das Ardenas
Em 1922, Clément-Bayard foi nomeado diretor e vice-presidente do novo Banco das Ardenas, estabelecido em Charleville em 12 de abril de 1922.

## Honrarias, morte e homenagens
Em 1912 Clément-Bayard foi nomeado Comandante da Légion d'honneur.
Em 1928 ele morreu de ataque cardíaco enquanto dirigia para uma reunião do 'Conselho de Administração' em Paris.
Seu túmulo está localizado no 'Domaine du Bois d'Aucourt d'Adolphe Clément-Bayard' em Pierrefonds, que é um monumento histórico protegido desde 2004.
A rue Clément-Bayard atravessa o centro de Pierrefonds, Oise.
Em 2005, uma moeda de ouro de 50 francos suíços foi cunhada para comemorar o centenário do Salão Automóvel de Genebra, com o tema "Clément 1905"